# Jean-Antonin-Léon Bassot
Pour les articles homonymes, voir Bassot.
Jean-Antonin-Léon Bassot est un général français, à la fois géographe et astronome, né à Renève (Côte d'Or) en 1841 et mort à Paris en 1917.
Cet auteur d'importants travaux en géodésie, familier d'Aimé Laussedat, est un membre de l'Académie des sciences depuis 1893. Il fut directeur de l'observatoire de Nice de 1904 à 1917.
Il est inhumé au cimetière du Père-Lachaise (34e division).